# KOGA
KOGA er en hollandsk producent af cykler og cykeldele. Firmaet blev grundlagt i 1974, og har hovedkvarter i Heerenveen.